# Линден (Ајова)
Линден (енгл. Linden) град је у америчкој савезној држави Ајова. По попису становништва из 2010. у њему је живело 199 становника.

## Демографија
Према попису становништва из 2010. у граду је живело 199 становника, што је -27 (-11.9%) становника више него 2000. године.
| Група             | 2000.       | 2010.       |
| Белци             | 224 (99,1%) | 195 (98,0%) |
| Афроамериканци    | 0 (0,0%)    | 1 (0,5%)    |
| Азијати           | 0 (0,0%)    | 0 (0,0%)    |
| Хиспаноамериканци | 0 (0,0%)    | 2 (1,0%)    |
| Укупно            | 226         | 199         |